# Джерело «Вікнина» (Каришків)
Джере́ло Вікни́на — гідрологічна пам'ятка природи місцевого значення. Розташована на північний захід від с. Каришків Барського району Вінницької області. Оголошена відповідно до Рішення Вінницького облвиконкому від 29.08.1984 р. № 371. 
Охороняються три великодебітних джерела ґрунтової води добрих смакових якостей, що мають велике водорегулююче значення.

## Галерея

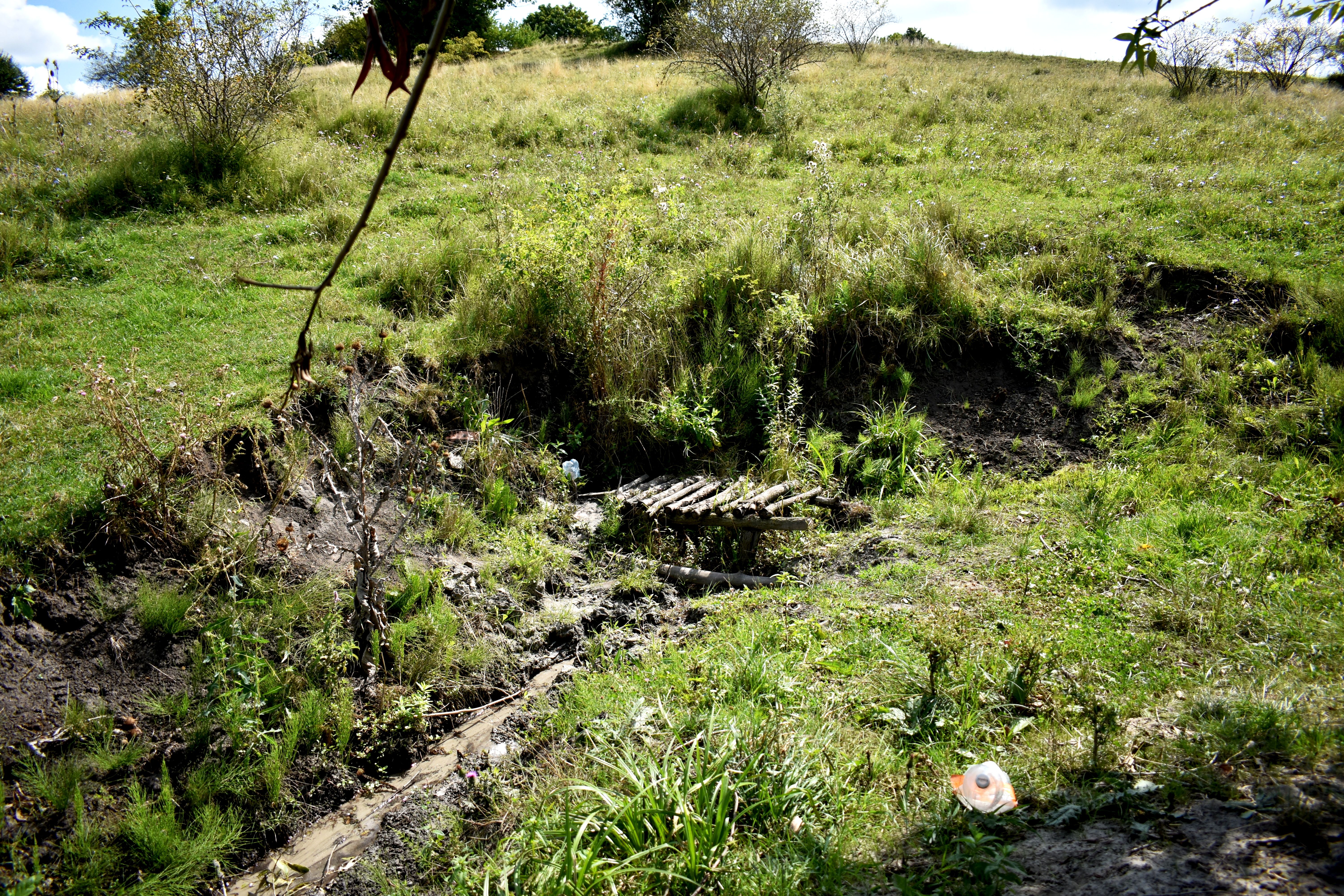
Перше джерело у полі
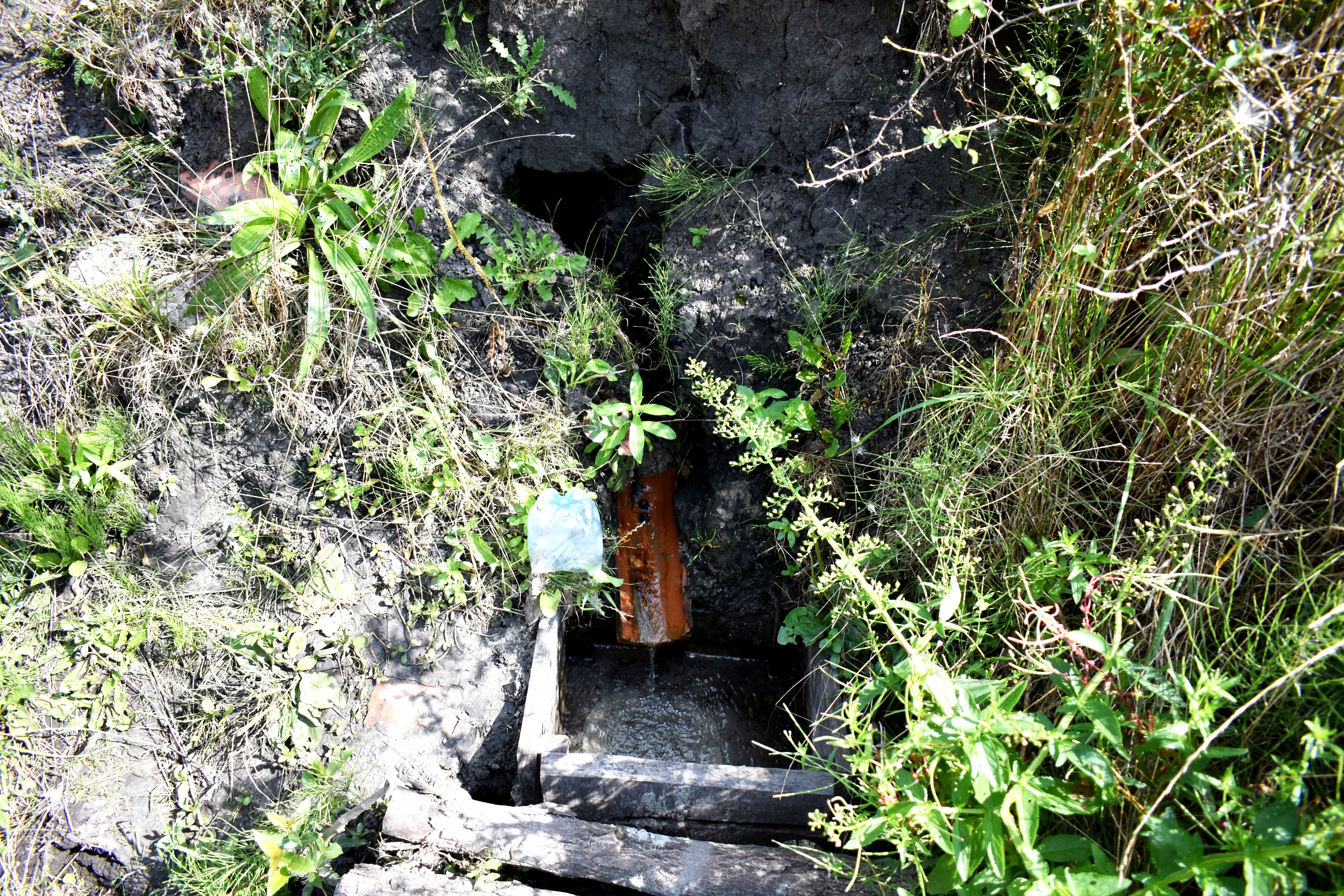
Перше джерело у полі
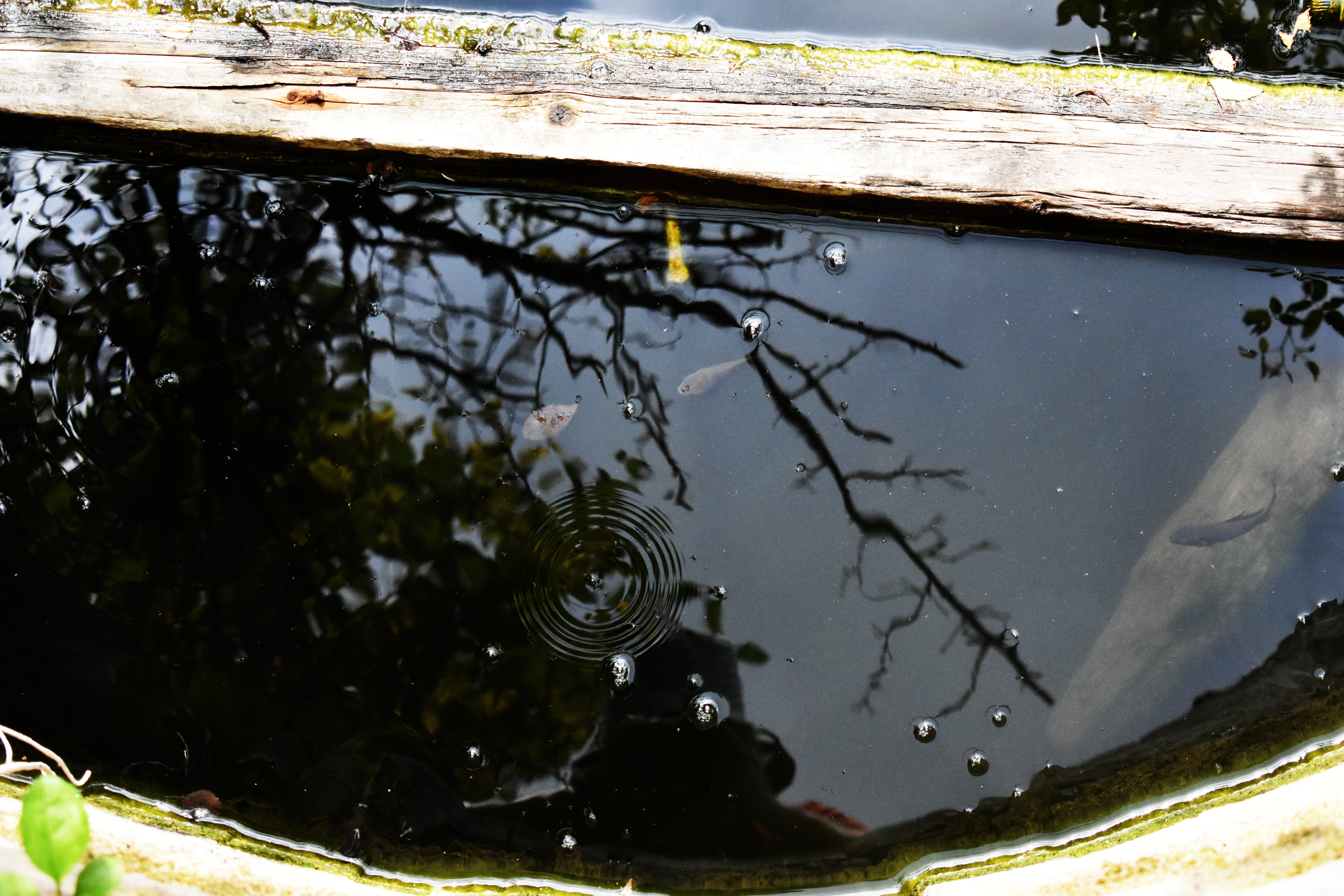
Друге джерело з коробом у полі
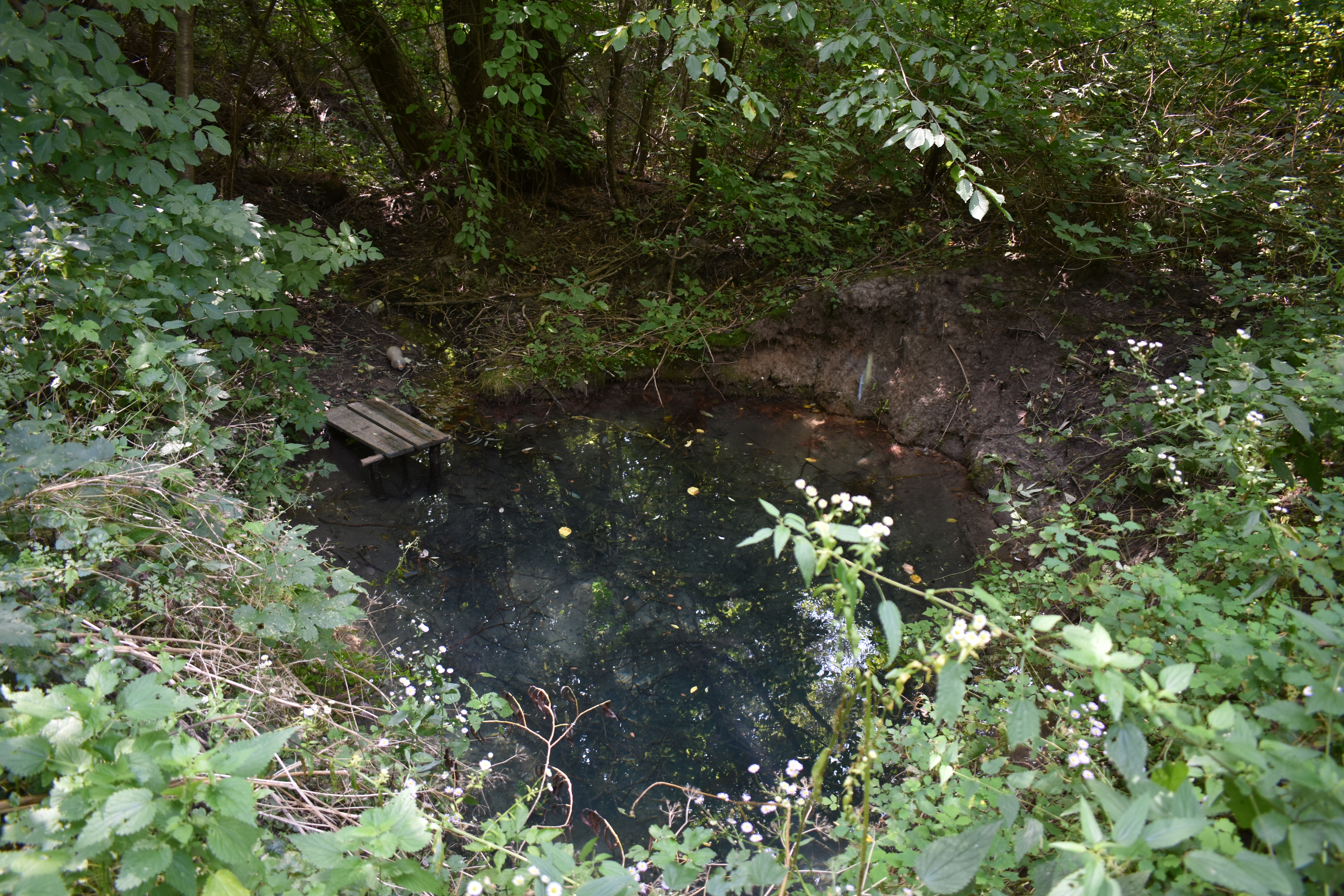
Третє джерело у лісі
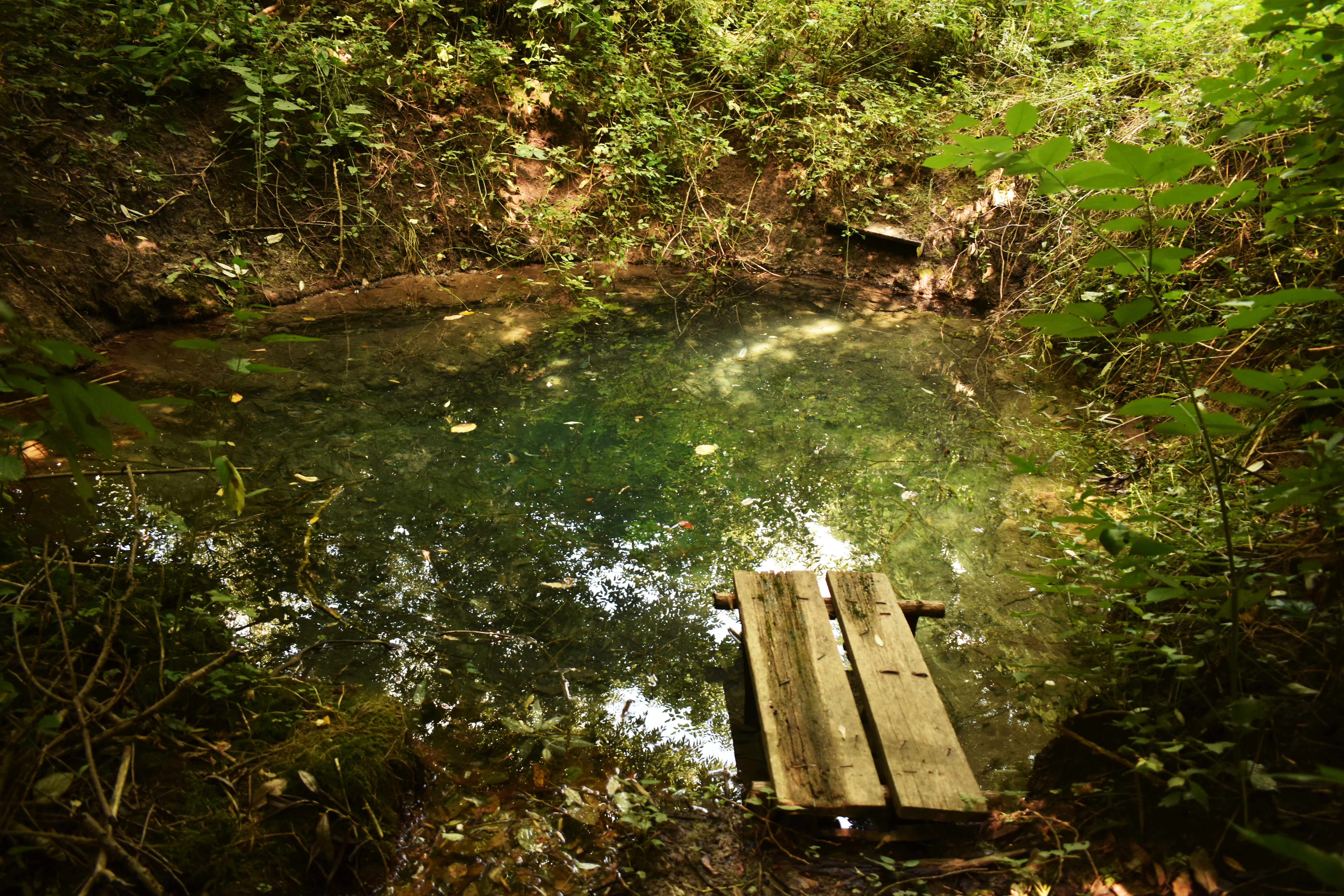
Третє джерело у лісі